# Peter Wibrån
Peter Wibrån (ur. 23 września 1969) – szwedzki piłkarz występujący na pozycji pomocnika.

## Kariera klubowa
Wibrån karierę rozpoczynał w 1987 roku w amatorskim zespole Vederslöv/Dänningelanda IF. W 1989 roku trafił do drugoligowego Östers IF. W tym samym roku awansował z nim do Allsvenskan, a w 1991 roku dotarł do finału Pucharu Szwecji. W 1992 roku wywalczył z zespołem wicemistrzostwo Szwecji.
W 1996 roku Wibrån odszedł do Helsingborgs IF. W 1998 roku wywalczył z nim wicemistrzostwo Szwecji oraz Puchar Szwecji. W tym samym roku przeszedł do niemieckiej Hansy Rostock. W Bundeslidze zadebiutował 27 listopada 1998 roku w przegranym 1:2 pojedynku z Herthą Berlin. 24 kwietnia 1999 roku w zremisowanym 2:2 spotkaniu z Eintrachtem Frankfurt strzelił pierwszego gola w Bundeslidze. W Hansie grał przez 5 lat.
W 2003 roku Wibrån wrócił do Östers IF, grającego teraz w drugiej lidze. W 2005 roku awansował z nim do ekstraklasy, ale po roku wrócił do drugiej ligi. W 2007 roku zakończył karierę.

## Kariera reprezentacyjna
W reprezentacji Szwecji Wibrån zadebiutował 10 czerwca 1995 roku w zremisowanym 2:2 towarzyskim meczu z Japonią. W latach 1995–1997 drużynie narodowej rozegrał łącznie 10 spotkań.